# Ivan Putski
Joseph Bednarski (Cracóvia, 21 de janeiro de 1941) é um ex-lutador de luta profissional e fisiculturista américo-polonês. Mais conhecido pelo seu nome no ringue Ivan Putski, Bednarski lutou na região do Texas, em promoções como NWA Big Time Wrestling e Southwest Championship Wrestling (SCW), antes de ser contratado pela World Wrestling Federation (WWF), onde ganhou o Campeonato Mundial de Duplas da empresa em uma ocasião. Em 1995, Bednarski foi nomeado como parte do Hall da Fama da WWF.

## Na luta profissional
- Movimentos de finalização
  - The Polish Hammer[2] (Running double ax handle)

- Movimentos secundários
  - Powerslam[2]

- Alcunhas
  - "Polish Power"[3] ("Poder Polonês")

## Títulos e prêmios
- NWA Big Time Wrestling
  - NWA American Tag Team Championship (1 vez)[4] — com Jose Lothario
  - NWA Texas Tag Team Championship (2 vezes)[5] — com Jose Lothario

- Pro Wrestling Illustrated
  - PWI o colocou na #263ª posição dos 500 melhores lutadores individuais em 1992[6]
  - Dupla do Ano (1979)[7] — com Tito Santana
  - Lutador Mais Popular (1979)[7]

- Southwest Championship Wrestling
  - SCW World Tag Team Championship (1 vez)[8] — com Wahoo McDaniel

- World Wrestling Federation
  - WWF World Tag Team Championship (1 vez)[9] — com Tito Santana
  - Hall da Fama da WWF (Classe de 1995)[10]

- Wrestling Observer Newsletter
  - Lutador Mais Odiado pelos Leitores (1982)[11]
  - Pior Lutador (1982)[11]